# Robert I., kralj Francuske
Robert I. (15. kolovoza 866. – 15. lipnja 923.) bio je francuski vojvoda i francuski protukralj. Povijesnim je revizionizmom Robert I. proglašen kraljem Francuske između 922. i 923. godine iako je bio pobunjenik koji za svoga života nije oborio legalnu vladu, tj. kralja. Prije njegovo nasljedstvo u kraljevstvu bio je grof od Poitiersa, grof od Pariza i markiz od Neustrije i Orleansa.

## Životopis
Robert je bio brat francuskog kralja Oda koji je vladao u doba maloljetstva Karla III. Nakon smrti Oda 898. francuski su plemići za vladara izabrali Karla, ali on je po dogovoru morao ostaviti Robertu sve titule i posjede koje je tada imao. Nakon tog političkoga dogovora mir između kralja i najjačeg feudalnoga gospodara trajao je do 921. godine kada se među francuskim feudalcima stvara urota zbog navodnoga favoritizma prema svome miljeniku imena Hagano. Službeni razlog za pobunu bila je Karlova odluka da oduzme dvorac kćerki od Karla II. kako bi ga dao miljeniku. Pobunjenici su za svoga kralja proglasili Roberta i sa svojom vojskom su krenuli u napad 922. godine. Karlo III. se povukao prema sjeveru pokušavajući organizirati svoje snage tako da je vojska Roberta osvojila Reims gdje se on i okrunio za kralja Francuske (rex Francorum) 29. lipnja 922. godine. Karla III. je tek sljedeće godine s vjernom vojskom krenuo u napad. U odlučujućoj bitci kod mjesta Soissons 15. lipnja 923. godine Robert I. je poginuo, ali njegova je vojska ostvarila pobjedu i zarobila kralja. Bez obzira na to da Robert nije vladao niti jedan dan njegova dinastija će na kraju ipak preuzeti vlast. Nakon njegove smrti pobjednici su za novoga kralja proglasili njegovoga zeta Rudolfa nakon čije će se smrti vlast vratiti u ruke potomaka Karla III. kojeg će na kraju pak s vlasti zbaciti Robertov unuk Hugo Capet koji će osnovati novu vladajuću dinastiju.

## Obitelj
Robertova je prva žena bila Aelis. Od nje je imao kćer:
- Adela

Robert se oko 890. godine oženio Beatricom Vermandoiskom. S njom je imao dvoje djece:
- Ema Francuska
- Hugo Veliki